# Championnat de Nouvelle-Zélande de football 1994
Navigation
Saison précédente Saison suivante
La saison 1994 du Championnat de Nouvelle-Zélande de football est la 25e édition du championnat de première division en Nouvelle-Zélande. La Superclub Competition  est organisée en trois phases. Lors de la première, trente équipes sont réparties en trois poules géographiques (Nord, Centre et Sud) où elles affrontent leurs adversaires deux fois, à domicile et à l'extérieur. Les huit meilleures équipes (trois pour le Nord, trois pour le Centre et deux pour le Sud) se retrouvent en deuxième phase, qui prend la forme d'une poule unique où les formations ne se rencontrent qu'une seule fois. Les quatre premiers disputent ensuite la troisième phase, qui se joue en tournoi à élimination directe jusqu'à la finale nationale.
C'est le club de North Shore United AFC qui remporte le championnat après avoir battu en finale le tenant du titre, Napier City Rovers AFC. C'est le 2e titre de champion de Nouvelle-Zélande de l'histoire du club, après leur succès obtenu en 1977.

## Compétition
Le barème utilisé pour établir l'ensemble des classements est le suivant :
- Victoire : 3 points
- Match nul : 1 point
- Défaite : 0 point

### Première phase
Le dernier de chaque poule est relégué en championnat régional.

#### Northern League
| Rang | Équipe                    | Pts | J  | G  | N | P  | Bp | Bc | Diff |
| ---- | ------------------------- | --- | -- | -- | - | -- | -- | -- | ---- |
| 1    | North Shore United AFC    | 46  | 18 | 14 | 4 | 0  | 53 | 14 | +39  |
| 2    | Waitakere City FC         | 44  | 18 | 13 | 5 | 0  | 60 | 17 | +43  |
| 3    | Central United FC         | 30  | 18 | 9  | 3 | 6  | 26 | 30 | -4   |
| 4    | Mount Wellington AFC      | 28  | 18 | 8  | 4 | 6  | 33 | 30 | +3   |
| 5    | Ellerslie AFC (P)         | 21  | 18 | 6  | 3 | 9  | 26 | 35 | -9   |
| 6    | Waikato United            | 20  | 18 | 5  | 5 | 8  | 33 | 39 | -6   |
| 7    | Manurewa AFC              | 18  | 18 | 5  | 3 | 10 | 34 | 43 | -9   |
| 8    | Mount Albert-Ponsonby AFC | 16  | 18 | 4  | 4 | 10 | 29 | 35 | -6   |
| 9    | Papatoetoe AFC            | 15  | 18 | 4  | 3 | 11 | 26 | 37 | -11  |
| 10   | Oratia United             | 13  | 18 | 3  | 4 | 11 | 30 | 50 | -20  |

|  | Qualification pour la deuxième phase |
|  | Relégation en championnat régional   |
|  | (P) : Promu de championnat régional  |

#### Central League
| Rang | Équipe                     | Pts | J  | G  | N | P  | Bp | Bc | Diff |
| ---- | -------------------------- | --- | -- | -- | - | -- | -- | -- | ---- |
| 1    | Napier City Rovers AFC (T) | 42  | 18 | 13 | 3 | 2  | 52 | 19 | +33  |
| 2    | Wellington Olympic AFC     | 40  | 18 | 12 | 4 | 2  | 53 | 23 | +30  |
| 3    | Miramar Rangers AFC        | 34  | 18 | 10 | 4 | 4  | 41 | 23 | +18  |
| 4    | Wellington United AFC      | 25  | 18 | 7  | 4 | 7  | 26 | 29 | -3   |
| 5    | Wanganui East Athletic     | 23  | 18 | 7  | 2 | 9  | 33 | 33 | 0    |
| 6    | Petone SC                  | 21  | 18 | 6  | 3 | 9  | 28 | 29 | -1   |
| 7    | Manawatu United (P)        | 18  | 18 | 5  | 3 | 10 | 27 | 55 | -28  |
| 8    | New Plymouth Old Boys      | 16  | 18 | 3  | 7 | 8  | 19 | 31 | -12  |
| 9    | Lower Hutt City            | 13  | 17 | 3  | 4 | 10 | 24 | 41 | -17  |
| 10   | Nelson United AFC          | 16  | 18 | 4  | 4 | 10 | 13 | 33 | -20  |

|  | Qualification pour la deuxième phase                      |
|  | Relégation en championnat régional                        |
|  | (T) : Tenant du titre (P) : Promu de championnat régional |

- Pour une raison indéterminée, aucun club n'est relégué en Central League.

#### Southern League
| Rang | Équipe                     | Pts | J  | G  | N | P  | Bp | Bc | Diff |
| ---- | -------------------------- | --- | -- | -- | - | -- | -- | -- | ---- |
| 1    | Christchurch Technical AFC | 42  | 18 | 13 | 3 | 2  | 59 | 18 | +41  |
| 2    | Roslyn-Wakari AFC          | 40  | 18 | 13 | 1 | 4  | 47 | 11 | +36  |
| 3    | Rangers AFC                | 40  | 18 | 13 | 1 | 4  | 35 | 15 | +20  |
| 4    | Woolston WMC               | 38  | 18 | 12 | 2 | 4  | 27 | 20 | +7   |
| 5    | Halswell United            | 24  | 18 | 6  | 6 | 6  | 25 | 27 | -2   |
| 6    | Christchurch United AFC    | 18  | 18 | 5  | 3 | 10 | 15 | 31 | -16  |
| 7    | Burnside United AFC        | 15  | 18 | 4  | 3 | 11 | 23 | 34 | -11  |
| 8    | Dunedin Technical AFC      | 15  | 18 | 4  | 3 | 11 | 19 | 37 | -18  |
| 9    | Cashmere Wanderers (P)     | 14  | 18 | 4  | 2 | 12 | 12 | 37 | -25  |
| 10   | Green Island FC            | 10  | 18 | 2  | 4 | 12 | 15 | 47 | -32  |

|  | Qualification pour la deuxième phase |
|  | Relégation en championnat régional   |
|  | (P) : Promu de championnat régional  |

### Deuxième phase
| Rang | Équipe                     | Pts | J | G | N | P | Bp | Bc | Diff |
| ---- | -------------------------- | --- | - | - | - | - | -- | -- | ---- |
| 1    | Waitakere City FC          | 17  | 7 | 5 | 2 | 0 | 12 | 4  | +8   |
| 2    | Napier City Rovers AFC (T) | 16  | 7 | 5 | 1 | 1 | 21 | 10 | +11  |
| 3    | North Shore United AFC     | 14  | 7 | 4 | 2 | 1 | 24 | 11 | +13  |
| 4    | Roslyn-Wakari AFC          | 13  | 7 | 4 | 1 | 2 | 11 | 10 | +1   |
| 5    | Wellington Olympic AFC     | 11  | 7 | 3 | 2 | 2 | 20 | 13 | +7   |
| 6    | Miramar Rangers            | 6   | 7 | 2 | 0 | 5 | 8  | 16 | -8   |
| 7    | Christchurch Technical     | 3   | 7 | 1 | 0 | 6 | 5  | 17 | -12  |
| 8    | Central United FC          | 0   | 7 | 0 | 0 | 7 | 2  | 22 | -20  |

|  | Qualification pour la phase finale |
|  | (T) : Tenant du titre              |

### Phase finale
|  | Quarts de finale | Quarts de finale   | Quarts de finale |  |   | Demi-finale        | Demi-finale | Demi-finale |   |                    | Finale | Finale             | Finale |
|  |                  |                    |                  |  |   |                    |             |             |   |                    |        |                    |        |
|  | 3 octobre        |                    |                  |  |   |                    |             |             |   |                    |        |                    |        |
|  | 1                | Waitakere City FC  | 2                |  |   |                    |             |             |   |                    |        |                    |        |
|  | 2                | Napier City Rovers | 3                |  |   |                    |             |             |   |                    | 2      | Napier City Rovers | 1      |
|  |                  |                    |                  |  | 1 | Waitakere City FC  | 0           |             | 3 | North Shore United | 3      |                    |        |
|  | 3 octobre        | 3 octobre          | 3 octobre        |  | 3 | North Shore United | 3           |             |   |                    |        |                    |        |
|  | 3                | North Shore United | 2                |  |   |                    |             |             |   |                    |        |                    |        |
|  | 4                | Roslyn-Wakari AFC  | 0                |  |   |                    |             |             |   |                    |        |                    |        |

## Bilan de la saison
| Championnat de Nouvelle-Zélande de football 1994                             |                                   |
| Champion                                                                     | North Shore United AFC (2e titre) |
| Coupes et trophées                                                           |                                   |
| Vainqueur de la Coupe de Nouvelle-Zélande 1994                               | Waitakere City FC                 |
| Promotions et relégations                                                    |                                   |
| Promus en Championnat de Nouvelle-Zélande de football                        | Mount Maunganui AFC               |
| Promus en Championnat de Nouvelle-Zélande de football                        | Tawa AFC                          |
| Promus en Championnat de Nouvelle-Zélande de football                        | New Brighton AFC                  |
| Relégués en Championnat de Nouvelle-Zélande de football de deuxième division | Green Island FC                   |
| Relégués en Championnat de Nouvelle-Zélande de football de deuxième division | Oratia United AFC                 |